# Euseius ovalis
Euseius ovalis är en spindeldjursart som först beskrevs av Evans 1953.  Euseius ovalis ingår i släktet Euseius och familjen Phytoseiidae. Inga underarter finns listade i Catalogue of Life.